# Microrégion du Médio Parnaíba Piauiense

Localisation de la microrégion du Médio Parnaíba Piauiense

La microrégion du Médio Parnaíba Piauiense est l'une des quatre microrégions qui subdivisent le centre-nord de l'État du Piauí au Brésil.
Elle comporte 17 municipalités qui regroupaient 130 502 habitants en 2006 pour une superficie totale de 8 334 km².

## Municipalités[1]
- Agricolândia
- Água Branca
- Amarante
- Angical do Piauí
- Arraial
- Barro Duro
- Francisco Ayres
- Hugo Napoleão
- Jardim do Mulato
- Lagoinha do Piauí
- Olho D'Água do Piauí
- Palmeirais
- Passagem Franca do Piauí
- Regeneração
- Santo Antônio dos Milagres
- São Gonçalo do Piauí
- São Pedro do Piauí